# Thế Song
Thế Song (tên thật Nguyễn Thế Song; 1 tháng 12 năm 1933 – 20 tháng 5 năm 2018) là một nhạc sĩ Việt Nam, tác giả của các ca khúc Nơi đảo xa, Bài ca trên đỉnh Pò Hèn, Tình yêu bên suối... Ngoài ra, ông từng giành được 1 đề cử tại giải Cống hiến.

## Tiểu sử
Thế Song sinh ngày 1 tháng 12 năm 1933, quê tại Bích Câu, Hà Nội, là con áp út trong một gia đình đông anh em.
Năm 1955, ông là diễn viên hát tại Đoàn Ca nhạc Đài phát thanh Tiếng nói Việt Nam và sau đó là cán bộ biên tập âm nhạc của Đài. Ông tự học các môn hòa thanh, phối khí và lý luận âm nhạc. Hoạt động của ông chủ yếu là dàn dựng các tiết mục âm nhạc phát trên sóng, thành lập thêm các chuyên mục, làm phong phú thêm các chương trình phát sóng, khuyến khích phong trào ca nhạc của đông đảo người yêu nhạc.
Sau 40 năm làm việc tại Đài Tiếng nói Việt Nam, Thế Song nghỉ hưu. Sau khi nghỉ hưu ông vẫn cộng tác với ban biên tập âm nhạc của Đài Tiếng nói Việt Nam, tham gia hoạt động âm nhạc của Hội Âm nhạc Hà Nội, với ba nhiệm kỳ là Ủy viên Ban Chấp hành (từ 1995–2010).
Năm 2014, Thế Song bị tai biến mạch máu não lần thứ hai và liệt nửa người.
Thế Song có bốn người con. Con út của ông là nhạc sĩ Thế Hiển cũng nối nghiệp cha.
Năm 2017, ông được trao tặng Giải thưởng Nhà nước về văn học Nghệ thuật cho các tác phẩm: Nơi đảo xa, Bài ca trên đỉnh Pò Hèn, Tình yêu bên suối.
Ông qua đời ngày 20 tháng 5 năm 2018 tại Hà Nội sau nhiều năm chống chọi với tai biến mạch máu não, hưởng thọ 86 tuổi.

## Tác phẩm
Thế Song đã viết gần 600 ca khúc gồm nhiều đề tài, thể loại khác nhau trong sự nghiệp sáng tác. Điểm mạnh của ông là những ca khúc viết về biển và những người lính đảo. Bên cạnh tác phẩm nổi bật nhất Nơi đảo xa, ông còn có nhiều ca khúc khác cùng đề tài như: Ngôi nhà lính đảo, Biển mưa, Biển chuyện tình hóa đá, Hoa hồng biển đảo, Mênh mang Trường Sa, Tình em theo cánh sóng, Hát từ vùng gió xoáy, Hòn mưa, Sóng ru, Vũng Tàu tình yêu biển, Cát Bà tình em, Biển hẹn Cà Mau, Hát về những thành phố biển...
Ngoài các ca khúc biển đảo, Thế Song có một số ca khúc thiếu nhi như Em yêu mến anh bộ đội, Trồng hoa trên mộ liệt sĩ... Ngoài ra, ông còn là tác giả ca khúc được nhiều người biết tới Bài ca trên đỉnh Pò Hèn ca ngợi nữ mậu dịch viên Hoàng Thị Hồng Chiêm đã hi sinh tại Quảng Ninh trong Chiến tranh biên giới Việt – Trung.
Một số ca khúc của Thế Song đã được tập hợp và xuất bản thành Tuyển tập tình khúc Thế Song và băng nhạc vào năm 1996. Quan điểm nghệ thuật trong sáng tác của ông là: "Phải tích luỹ vốn dân ca của ông cha để lại mà tìm tòi phát hiện cái hay, cái đẹp trong đó để sáng tạo trong tác phẩm của mình mang tính thời đại, không sao chép".